# Familienblatt für die israelitischen Gemeinden Hamburg, Altona, Wandsbek und Harburg
Das Familienblatt für die israelitischen Gemeinden Hamburg, Altona, Wandsbek und Harburg war eine Lokalausgabe des Israelitischen Familienblattes.
1889 hatte Max Lessmann in der Hamburger ABC-Straße 57 eine Buchdruckerei und Verlagsanstalt als Spezialdruckerei für Handel und Industrie gegründet.
Dort erschien die Zeitschrift nach ihrer Gründung im Jahre 1897. Sie wurde kostenlos an alle Mitglieder der jüdischen Gemeinden in der Region verteilt. Die Berichterstattung der Zeitschrift wird als neutral und umfassend, unter Verwendung eines versöhnlichen Tones eingeschätzt.
Die Zeitschrift wurde am 10. November 1938, einen Tag nach der Reichspogromnacht, verboten.
Ein Teil der Ausgaben ist im Hamburger Staatsarchiv auf Mikrofilm archiviert.